# Parti de l'Indépendance de l'Ouest de la Saskatchewan
 (décembre 2022).
Si vous disposez d'ouvrages ou d'articles de référence ou si vous connaissez des sites web de qualité traitant du thème abordé ici, merci de compléter l'article en donnant les références utiles à sa vérifiabilité et en les liant à la section « Notes et références ».
Le Parti de l'Indépendance de l'Ouest de la Saskatchewan (en anglais : Western Independence Party of Saskatchewan ; WIP) est un parti politique saskatchewanais, au Canada. Il prône la formation d'un nouveau pays via la réalisation de l'indépendance de la Saskatchewan. Il n'est affilié à aucun parti fédéral et soutient les conservateurs fiscaux et conservateurs sociaux modérés.
Outre le soutien du parti pour l'indépendance, la plateforme du parti est laïque et libertarienne, une caractéristique qui le distingue de la plupart des autres partis séparatistes de l'Ouest canadien. 
Le WIP de la Saskatchewan n'entretient pas de liens avec le Parti de la séparation de l'Alberta, le Parti de l'Ouest du Canada ou le Parti de l'Indépendance de l'Alberta. Le parti est également non affilié au Parti concept de l'Ouest du Canada de la Colombie-Britannique ou du Western Block Party et a fait des efforts considérables pour se démarquer de Doug Christie, leader de ces deux partis. Alors que Christie est plongé dans la controverse pour la défense des négationnistes et est accusé d'être un antisémite, le WIP fait une déclaration explicite à l'appui de l'État d'Israël.

## Historique
Le parti est formé le 12 juillet 2003 et présente 17 candidats aux élections provinciales du 5 novembre 2003. Ceux-ci remportent un total de 2 735 votes, soit 0,64 % du total des voix.
Le président et dirigeant du parti est Frank Serfas et le leader adjoint est David Sawkiw. Le parti présente huit candidats à l'occasion des élections provinciales de 2007, deux aux élections de 2011 et quatre aux élections de 2016.
Le parti perd officiellement son accréditation auprès des autorités électorales de la province le 10 mai 2019, ceci faisant suite au défaut du parti de produire son rapport de dépenses électorales dans le délai imparti après les élections partielles dans la circonscription de Regina Northeast, en 2018. 

## Résultats

### Élections provinciales
| Élection | Chef            | Votes | %    | Sièges | +/–        | Positionnement | Gouvernement        |
| -------- | --------------- | ----- | ---- | ------ | ---------- | -------------- | ------------------- |
| 2003     | Bruce Ritter    | 2 615 | 0,61 | 0 / 58 |            | 4e             | Extra-parlementaire |
| 2007     | John Nesdoly    | 572   | 0,13 | 0 / 58 | stagnation | 6e             | Extra-parlementaire |
| 2011     | Dana Arnason    | 58    | 0,01 | 0 / 58 | stagnation | 6e             | Extra-parlementaire |
| 2016     | Frank J. Serfas | 318   | 0,07 | 0 / 61 | stagnation | 7e             | Extra-parlementaire |